# Otto V. (Braunschweig-Lüneburg)

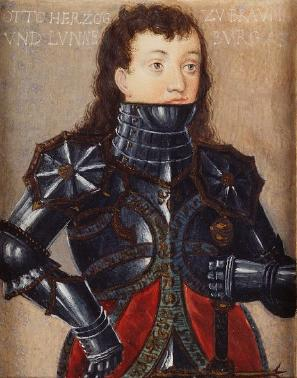
Otto V. der Siegreiche, Herzog von Braunschweig-Lüneburg (≈1439–71)

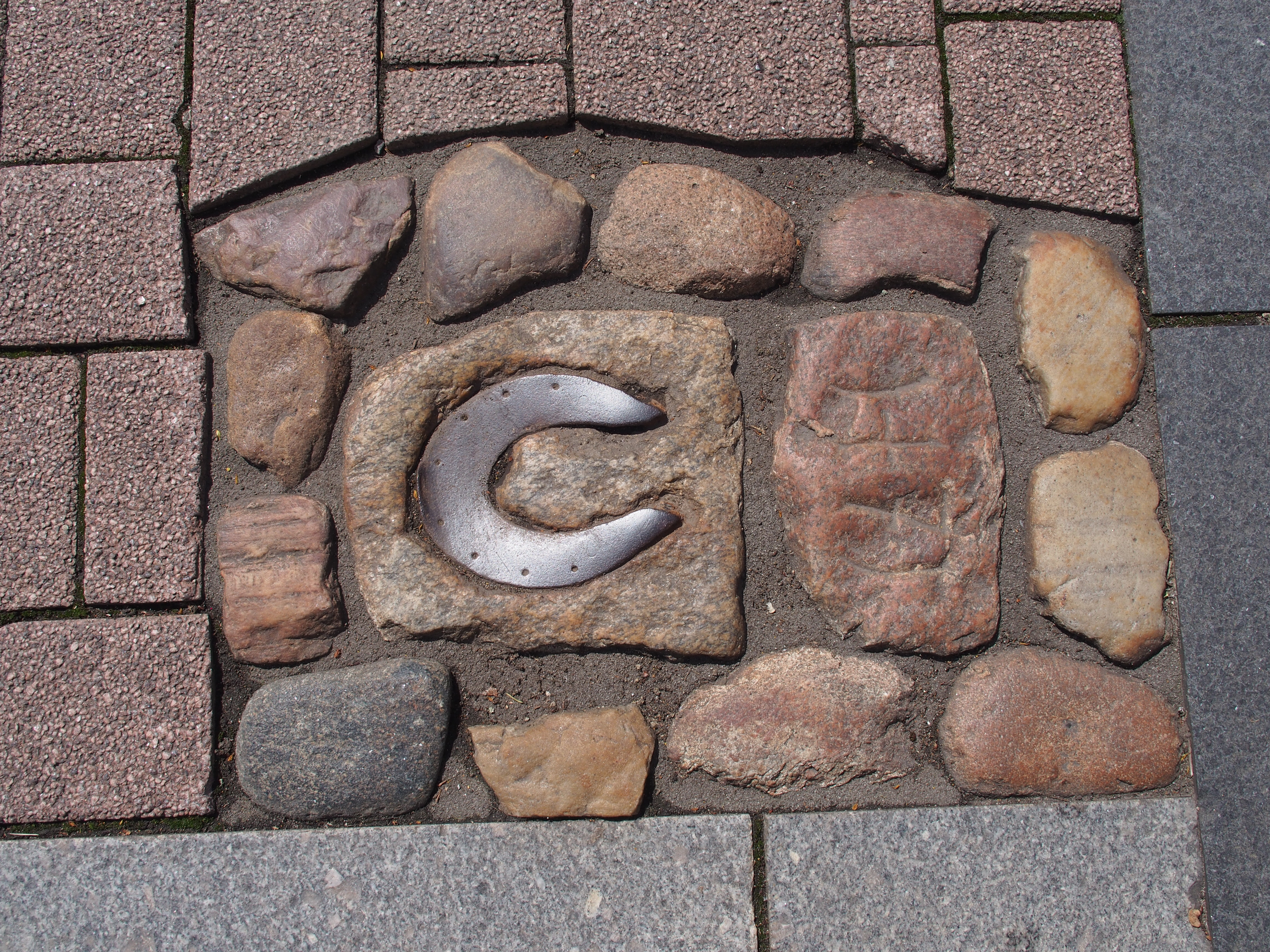
Hufeisen im Pflaster in Celle: An dieser Stelle soll Otto verunglückt sein

Otto V., der Siegreiche, auch der Großmütige (* 1438/1439; † Januar 1471) Herzog zu Braunschweig-Lüneburg, war von 1464 bis 1471 Fürst von Lüneburg.

## Leben
Otto war der Sohn von Friedrich II. und Magdalene von Brandenburg. Nachdem sein Bruder kinderlos verstorben war, übernahm Otto 1464 die Regentschaft im Fürstentum Lüneburg. Ottos Wirken war bestimmt von den klösterlichen Reformbestrebungen seiner Zeit, die er in den Lüneburger Klöstern umzusetzen versuchte. So drang er ins Kloster Wienhausen ein, entwendete zahlreiche Kunstschätze, welche nach Auffassung Ottos dem Ideal der klösterlichen Einfachheit zuwiderliefen, und schickte die Äbtissin zur Umerziehung in ein anderes Kloster, in welchem die Reformation bereits vollzogen worden war. Otto ging zudem wiederholt gegen den landsässigen Adel vor, um den Landfrieden durchzusetzen, so unter anderem gegen die von Bartensleben und die von der Schulenburg. Einer Legende nach soll Otto bei einem Turnier auf der Celler Stechbahn ums Leben gekommen sein. Ein Hufeisen im Pflaster kennzeichnet heute die Stelle, an der 1471 Herzog Otto der Großmütige verunglückt sein soll.

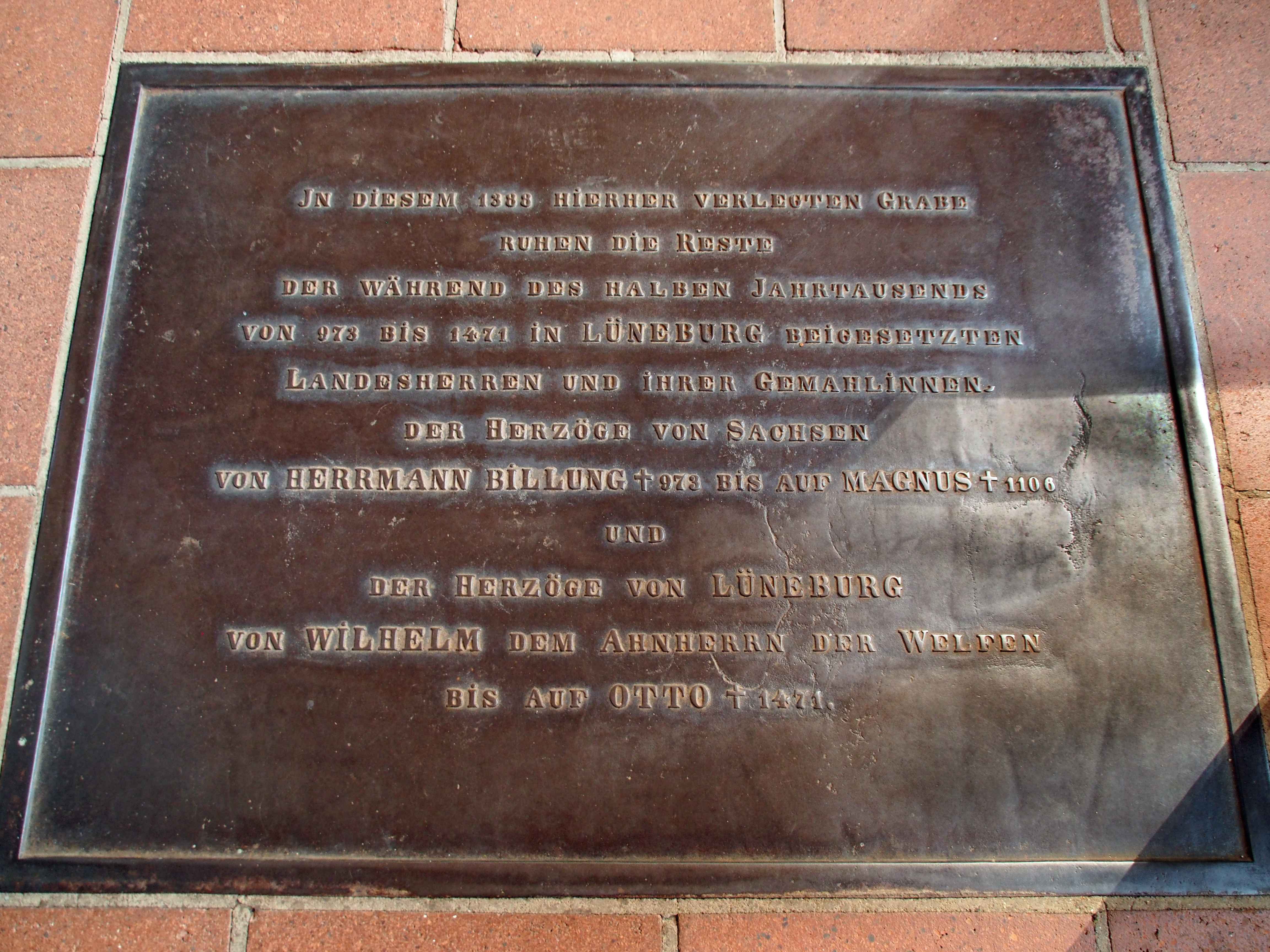
Grabplatte in der St. Michaeliskirche Lüneburg

Otto V. wurde in der Kirche St. Michaelis in Lüneburg bestattet.

## Nachkommen
Am 25. September 1467 heiratete Otto V. in Celle Anna von Nassau und hatte mit ihr einen Sohn:
- Heinrich der Mittlere (1468–1532) ⚭ Margarete von Sachsen (1469–1528)